# Stjepan Filipović
Stjepan Filipović (Escritura cirílica: Стјепан "Стево" Филиповић; (Opuzen, 27 de enero de 1916 - Valjevo, 22 de mayo de 1942) fue un partisano croata, participante en la lucha de liberación nacional y héroe nacional de Yugoslavia, ejecutado durante la Segunda Guerra Mundial y declarado después de su muerte como Héroe del Pueblo de Yugoslavia
Creció en Mostar, donde terminó la escuela primaria y dos grados de la escuela de gramática, y luego aprendió en Kragujevac electricidad y cerrajería. En 1937, como joven trabajador, se unió al movimiento obrero revolucionario. Participó en muchas manifestaciones, huelgas de trabajadores y otras acciones, por las cuales fue arrestado y expulsado por su lugar de nacimiento. En octubre de 1940 se convirtió en miembro del ilegal Partido Comunista de Yugoslavia (PCY).
Justo antes del inicio de la Segunda Guerra Mundial en Yugoslavia, Filipovic era uno de los activistas del Comité Local del PCY para Kragujevac, y después de la ocupación del país en 1941, fue enviado a Valjevo de acuerdo con una tarea del partido. Aquí participó activamente en la preparación del levantamiento armado y, a principios de julio de 1941, fue uno de los primeros combatientes de la Compañía Kolubara del destacamento partidista de Valjevo. Ya en las primeras batallas, mostró su coraje, y por las hazañas que había hecho durante el ataque a Lajkovac, el 15 de agosto de 1941, fue elogiado por el comandante del cuartel general del personal principal de Josip Broz Tito.
También expresó su coraje en otras batallas de partidarios de Valjevo, especialmente durante el ataque a Krupanj y Sabac en septiembre de 1941. Fue nombrado comandante de la compañía y luego para el comandante del Batallón Kolubara. A fines de septiembre, fue trasladado al Podrinski Partisan Distachment, donde se desempeñó como comisario político del destacamento. Después de la primera ofensiva enemiga y el retiro de la mayoría de las fuerzas partisanas en Sandžak, a fines de 1941, permaneció en el suelo de Serbia occidental.
Después de la reorganización de las fuerzas partisanas restantes, fue nombrado Comandante del Batallón Tamnavsko-Kolubara. Debido a las constantes incautaciones y los fuertes inviernos, este batallón fue destruido en la lucha, y Filipovic con otros dos partisanos fue capturado el 24 de diciembre de 1941, en la aldea de Trbovlje, cerca de Loznica. Los chetniks Kosta Pećanac fueron llevados a Sabac y entregados a la gendarmería, quien luego lo entregó a los alemanes. Estuvo en la prisión de la Gestapo en Belgrado durante algún tiempo. Durante la investigación de la prisión, fue terriblemente torturado y maltratado, con la intención de dejar al resto de los partisanos en el suelo, así como a sus asociados. Siendo persistente en negarse a cooperar, se caracterizó como un "caso imposible" y se trasladó a Valjevo, donde fue ahorcado públicamente el 22 de mayo de 1942.
Cuando se dirigía al lugar donde estaban colgados, justo antes de la ejecución, Filipovic llamó a la gente reunida para luchar contra los ocupantes y llamó al Partido Comunista y al Ejército Rojo. Estaba gritando consignas antifascistas en sus perchas con las manos levantadas en sus puños altos y apretados. En esa ocasión, se creó una fotografía, a través de la cual Stevo Filipovic se convirtió en un símbolo de desafío y oposición al fascismo.
La réplica de las fotografías de Filipovic en tamaño natural se encuentra en el edificio de las Naciones Unidas en Nueva York.

## Biografía
Filipović nació el 27 de enero de 1916 en Opuzen (en el actual Condado de Dubrovnik-Neretva, Croacia), entonces situada en el Imperio austrohúngaro. Antes del estallido de la Segunda Guerra Mundial vivió en Mostar y Kragujevac, en ese entonces parte del Reino de Yugoslavia. Se unió al movimiento obrero en 1937, y al Partido Comunista de Yugoslavia en 1940. Filipović fue arrestado en 1939 y sentenciado a un año de prisión.
Filipović fue comandante de la unidad partisana Tomnasko-Kolubarski en Valjevo en 1941. Fue capturado el 24 de febrero de 1942 por las fuerzas del Eje y posteriormente colgado en Valjevo, en la Yugoslavia ocupada, el 22 de mayo de ese año. Mientras le ponían la soga alrededor del cuello, Filipović, de manera desafiante levantó las manos y denunció a los alemanes y sus aliados del Eje como asesinos, gritando "¡Muerte al fascismo, libertad al pueblo!". Instó al pueblo yugoslavo a resistir y les imploró que no cesaran la resistencia. En ese momento, una fotografía posteriormente famosa fue tomada, de la cual se realizó una estatua.
Filipović fue declarado Héroe Nacional de Yugoslavia el 14 de diciembre de 1949. El pueblo de Valjevo tiene una estatua dedicada a él, "Stevan Filipović". Un monumento también fue erigido en su pueblo natal, en Opuzen, pero fue derribado en 1991.